# Гентська консерваторія
Гентська консерваторія (нід. Conservatorium Hogeschool Gent) — бельгійська консерваторія, розташована в місті Генті, з викладанням  нідерландською мовою.

## З історії вишу
Консерваторія в Генті заснована під егідою королівської родини — 1835 за короля Леопольда I, і тепер є складовою Університетського коледжу Гента.
Зокрема, 1995  Королівська консерваторія  Генті стала одним із 16 бельгійських закладів освіти, які об'єднались в Університетський коледж Гента. Він забезпечує навчання близько 480 студентів, з магістерськими програмами зі спеціалізацій драми і музики. Висока школа традиційно надає великого значення практиці камерної музики. Нинішній голова Королівської Консерваторії в Генті — Мартен Вейлер (Maarten Weyler).

## Керівники консерваторії
- Мартен Жозеф Мангаль (1835—1851);
- Адольф Самуель (1871—1898);
- Еміль Матьє (1898—1924);
- Мартін Лунссенс (1924—1944).

## Відомі випускники
- Жюльєн Блітц;
- Франсуа Огюст Геварт;
- Хуліан Каррільйо;
- Філіп Герревеге;
- Едуард Потьєс (Edouard Potjes[en]);
- Люсьєн Гутгалс (Lucien Goethals[en]);
- Карел Міри (Karel Miry[en]);
- Поль Анрі Жозеф Лебрун (Paul-Henri-Joseph Lebrun[en]) — навчався і став професором Гентської консерваторії.

## Відомі викладачі
- Михайло Безверхний;
- Матьє Крікбом;
- Жан Лоран;
- Жорж Октор.